# Hector (film)

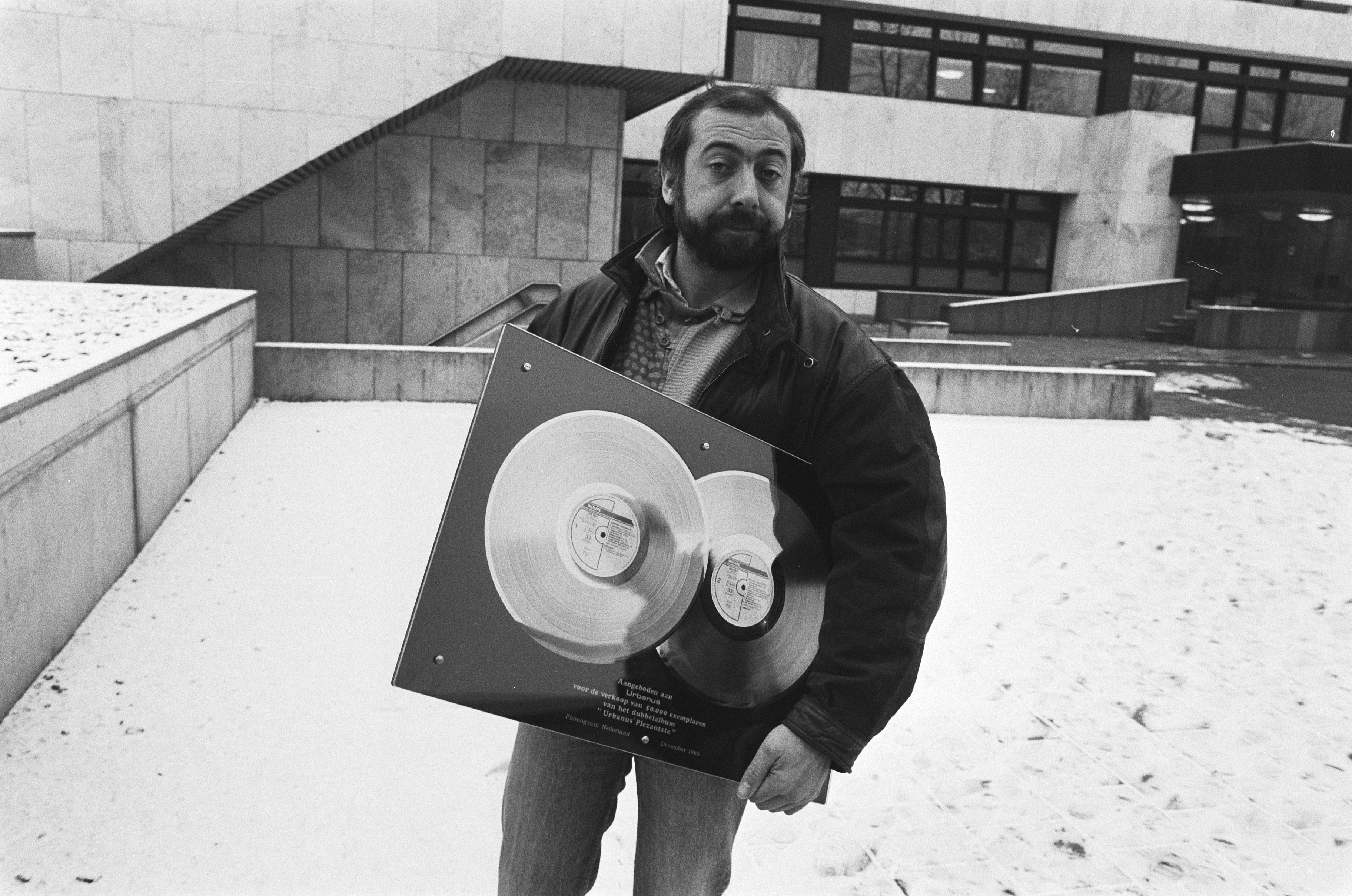
Hoofdrolspeler Urbanus (1985)

Hector is een Belgische film van de regisseur Stijn Coninx uit 1987. Urbanus speelt de titelrol.
Hector was van 1987 tot 1990 de meest bekeken Vlaamse film ooit met 933.000 bezoekers in de bioscoopzalen. In 1990 na de lancering van Koko Flanel zakte Hector in deze rangschikking naar de tweede plaats. In 2009 moest het ook de thriller Loft laten voorgaan en zakte de film naar een 3de plaats.

## Verhaal
Hector is voor een behandeling tegen de pokken in een weeshuis gebracht door zijn ouders. Ze zijn hem nooit komen ophalen. 35 jaar later woont hij nog altijd in het weeshuis, omgeven door kinderen, zijn speelkameraadjes. Tot een vergeten tante zich herinnert dat hij bestaat. Ze komt hem halen om mee in de bakkerij van haar man, Achiel, te werken. Hector toont zijn kwaliteiten aan de hand van onverwachte uitvindingen. Zo helpt hij Jos, de zoon van Achiel, zijn droom waar te maken om wielerkampioen te worden. Hectors goede en kinderlijke humor overwint elke weerstand en voert zijn hele entourage mee op het pad van het succes. Van nu af aan kan hij de liefde leren kennen.

## Rolverdeling
| Acteur               | Personage            |
| -------------------- | -------------------- |
| Urbanus              | Hector               |
| Sylvia Millecam      | Ella Mattheussen     |
| Frank Aendenboom     | Achiel Mattheussen   |
| Herbert Flack        | Grégoire Ghijssels   |
| Marc Van Eeghem      | Jos Mattheussen      |
| Hein van der Heijden | Swa Ghijssels        |
| Josse De Pauw        | commentator          |
| Fred Van Kuyk        | wedstrijdleider      |
| Ann Petersen         | zuster Abdis         |
| Yvonne Verbeeck      | zuster Carbon        |
| Chris Cauwenberghs   | fietsenmaker         |
| Pieter Lutz          | de bedrogen graaf    |
| Cas Baas             | dokter               |
| Maja van den Broecke | Ikebana              |
| Duck Jetten          | Ikebana              |
| Jean Blaute          | chauffeur Fiatje     |
| Patrick Conrad       | Vittorio Tagliatelli |
| Kees Hulst           | Toneelregisseur      |

## Trivia
- De toenmalige premier van België Wilfried Martens en SP-voorzitter Karel Van Miert hebben een cameo als twee wegwerkers.
- In een special van De Rode Loper uit 2009 gewijd aan Hector, werd bekendgemaakt dat oorspronkelijk actrice Sylvia Kristel de rol van Ella Mattheusen zou vertolken. Dit is om bepaalde redenen niet doorgegaan.
- Hector was een Belgisch-Nederlandse co-productie, waarbij van Nederlandse zijde de VARA en het Productiefonds voor de Nederlandse film voor financiering zorgden. Om die reden spelen ondanks de Vlaamse setting Nederlandse acteurs mee in diverse bijrollen. Ook werd gezorgd dat de dialogen niet te veel typisch Vlaamse woorden bevatten die Nederlanders niet zouden begrijpen. Mede hierdoor werd de film ook in Nederland een succes.[1]
- In de film installeert Hector een ingewikkelde machine in bakkerij die ervoor zorgt dat Jos kan trainen terwijl hij ondertussen ook energie op wekt voor de bakkerij. De ingewikkelde uitleg die Hector hierover geeft kent Urbanus tot op heden[(sinds) wanneer?] nog steeds uit zijn hoofd omdat hij hier in 1987 enorm hard op heeft zitten blokken.